# Ronaldo Cezar Coelho
Ronaldo Cezar Coelho ComMM (Rio de Janeiro, 23 de março de 1947) é um advogado e político brasileiro filiado do Partido da Social Democracia Brasileira (PSDB). Pelo Rio de Janeiro, foi deputado federal por quatro mandatos e secretário da Indústria, Comércio e Turismo no governo Marcello Alencar. Pela capital, foi secretário de Saúde durante o mandato de Cesar Maia.
É irmão do ex-árbitro de futebol e comentarista esportivo Arnaldo Cezar Coelho.

## Biografia
Membro de uma família de classe média, estudou no Colégio Pedro II, sua mãe era de uma familia judia marroquina. Foi o proprietário do banco Multiplic.
Eleito deputado federal constituinte em 1986 pelo PMDB, foi vice-líder de Mário Covas. A emenda que apresentou estabelecendo indenização compensatória em casos de demissão sem justa causa resultou em um dos mais importantes acordos da Assembleia Nacional Constituinte de 1988. Com o grupo progressista, formado por Fernando Henrique Cardoso, Mário Covas, Artur da Távola, José Serra, entre outros, fundou o PSDB em 1988. Foi o presidente do PSDB no Rio de Janeiro até 1993. Em 1990, concorreu ao governo do estado, mas foi derrotado. Em 1994, candidatou-se à Câmara dos Deputados em campanha que o consagrou como o deputado federal mais votado do PSDB fluminense.
Como secretário estadual de Indústria e Comércio no governo Marcello Alencar, o político implantou no Rio de Janeiro o Porto de Sepetiba (atual Porto de Itaguaí), o Pólo Gás-Químico em Duque de Caxias, e atraiu empresas como a Volkswagen, cuja fábrica foi instalada na cidade de Resende.
Em 1996, Ronaldo Cezar foi nomeado pelo então presidente Fernando Henrique Cardoso o embaixador da Rio 2004, onde liderou o movimento que defendeu a candidatura do Rio de Janeiro como sede das Jogos Olímpicos de 2004. Vice-líder do governo federal em 1998, aprovou a legislação dos planos de Saúde e a Lei Pelé, uma das responsáveis pela modernização do esporte brasileiro, a regulamentação dos remédios genéricos e a criação da Agência Nacional de Saúde, garantindo sua instalação no Rio de Janeiro.
Em 1999, durante seu terceiro mandato como deputado federal, Cezar Coelho foi admitido à Ordem do Mérito Militar no grau de Comendador especial pelo presidente Fernando Henrique Cardoso.
Secretário de Saúde do Rio de Janeiro na gestão César Maia, de julho de 2000 a março de 2002 e de 2004 a 2006, Ronaldo Cezar desenvolveu projeto para ampliar e melhorar o atendimento na Saúde municipal. Durante a gestão de José Serra no ministério da Saúde, Ronaldo obteve verbas federais que totalizaram R$58 milhões destinados à construção de 8 maternidades, sendo 5 na Zona Oeste e 3 grandes hospitais: o Hospital da Mulher, em Campo Grande em parceria com o Inca, o Hospital Geral de Acari e o novo hospital Paulino Werneck, na Ilha do Governador. Ainda assim, sob sua gestão a Saúde do Rio de Janeiro atingiu grau de crise tão profundo que sofreu intervenção do governo federal em 2005.
Em 2006, Ronaldo Cezar Coelho foi o 4° colocado na corrida do PSDB para o Senado com 370.080 votos (5,03% dos válidos), atrás do eleito Francisco Dornelles (PP) – o 1° colocado com 3.373.731 votos (45,86% dos válidos) –, de Jandira Feghali (PCdoB) – a 2ª colocada com 2.761.216 votos (37,54% dos válidos) – e de Alfredo Sirkis (PV) – o 3° colocado com 497.156 votos (6,76% dos válidos). Ronaldo Cezar foi lançado candidato em decisão do partido de lançar sem coligação Eduardo Paes ao governo estadual. Ronaldo Cezar foi o candidato mais rico do Brasil naquelas eleições. Em 2007, Ronaldo encerrou o seu 5° mandato como deputado federal.
Além da vida política, também é hábil homem de negócios - o que já lhe rendeu bons negócios na nebulosa fronteira com a vida política. Banqueiro e gestor do Samambaia Master Fundo de Investimento em ações, com participações em empresas como Energisa e BR Distribuidora, Ronaldo Cezar Coelho, recebeu dinheiro do PSDB numa conta na Suíça após ter atuado como operador da campanha de José Serra à Presidência em 2010. O fato foi admitido pelo próprio Ronaldo em 2017.
A descoberta ocorreu em função da Operação Revoada, força-tarefa da Operação Lava Jato que investigou repasses de empreiteiras às campanhas do tucano. Entre 2009 e 2010, quando Ronaldo era tesoureiro do PSDB, a Odebrecht repassou mais de R$23 milhões.
As informações são fruto da delação premiada do ex-diretor da Odebrecht, Carlos Armando Paschoal. O próprio Coelho admitiu ter recebido o repasse do dinheiro em conta na Suíça. Segundo seu advogado, Antônio Claudio Mariz de Oliveira, o valor se refere a ressarcimento pelo empréstimo de seu avião ao então candidato José Serra.

Em 2021, por conta do programa de repatriação de recursos aprovado pelo Congresso Nacional, Ronaldo trouxe o dinheiro de suas contas para o Brasil. Contudo, o advogado de Coelho disse não saber se o valor total dos recursos foram regularizados.